# Roseaux (Band)
Roseaux ist ein französisches Musikprojekt, das von Emile Omar im Juli 2012 gegründet wurde und aus ihm und den Künstlern Alex Finkin und Clement Petit besteht. Die Band veröffentlichte ihr Debüt-Album Roseaux durch Fanon / Tôt ou Tard. Die elf Songs des Albums beinhalten Aloe Blacc als Sänger. Der Song More Than Material wurde zuvor als Single veröffentlicht. Debüt-Album und -Single fanden sich beide in den französischen Charts wieder.
Im September 2019 wurde ihr zweites Studioalbum, Roseaux II, veröffentlicht.